# Selhurst
Selhurst ist ein Stadtteil im London Borough of Croydon und liegt ca. 13 km vom Stadtzentrum entfernt im Süden Londons. Selhurst gehört zu den kleineren Stadtteilen Croydons.
Die im Bereich der Darstellenden Künste in Großbritannien landesweit bekannte BRIT School ist in Selhurst beheimatet.